# Saverio Valente
Saverio Valente (Nàpols, segona meitat del segle xviii) fou un compositor italià.
Estudià música en el Conservatori de la Pietà dei Turchini i fou mestre de capella del San Francesco Saverio de Nàpols i professor del mateix Conservatori, on entre altres alumnes tingué el tenor Paolo Mandini.
La biblioteca del Conservatori de Nàpols posseeix en manuscrit d'aquest mestre:
- Improperi a cuatro voci pel venerdi santo;
- Messa a 4 voci e più stromenti;
- Messa a 5 voci e più stromento;
- Tratti delle tre profezie del sabato santo;
- Vespere del sabato santo a 4 voci col basso continuo;
- Credo a 4 voci con organo;
- Oratorio per il S. Natale a più voci e più stromento;

Exercicis de solfeig a veus.